# Синапс
Синапс, в по-тесен смисъл, „синаптична връзка“, обозначава наличието на специфичен контакт между мембраните на две клетки, от които поне едната е нервна (неврон). Чрез този контакт се предава нервно възбуждане (нервен импулс) от неврона — на другата клетка, която може също да е неврон, или ефекторна клетка, например мускулно влакно. Според начина на предаване на нервния импулс, синапсите биват химични, електрически и смесени. Най-разпространени са химичните синапси. При тях предаването на импулса се осъществява посредством химично вещество — медиатор. Понятието „синапс“ (от гр. „връзка“) е въведено през 1897 г. от английския физиолог Чарлз Шерингтън.